# ريناتو كاساغرانجي
ريناتو كاساغرانجي كان حاكم ولاية إسبريتو سانتو البرازيلية من 1 يناير 2011 حتى 1 يناير 2015. انتخب لولاية جديدة كحاكم في 2018.

## السيرة الشخصية
ولد كاساغرانجي في كاستيلو وهو ابن أغوستو كاساغرانجي وآنا كاساغرانجي، ووالده هو إيطالي برازيلي. كاساغرانجي متزوج من ماريا فيرجينيا وله منها طفلان.
في عام 2020 ثبتت إصابة كاساغرانجي بفيروس كوفيد 19 مع زوجته ووالدته.